# LIFETIME BLUES
『au FG LIFETIME BLUES』（エーユーエフジー ライフタイム・ブルース）は、JFL加盟局で放送されていたJ-WAVE制作のラジオ番組。
制作局のJ-WAVEでは、2022年4月2日からauフィナンシャルグループの単独提供で放送。

## 概要
オダギリジョーがナビゲーターを務めている朗読番組。オダギリにとっては、これがラジオ初の担当番組となる。
「実話はまさに小説より奇なり」をキャッチフレーズに掲げたこの番組は、リスナーや著名人たちから寄せられる十人十色な人生の物語を「真実（ほんとう）の物語」として紹介。それらはオダギリの朗読で紹介されていき、話の内容からオダギリが連想した楽曲もイメージソングとして1曲ずつかけられる。

## 放送時間
以下の時間は日本標準時に基づく。
| 放送対象地域 | 放送局        | 系列    | 放送時間           | 放送期間                     | 備考   |
| ------------ | ------------- | ------- | ------------------ | ---------------------------- | ------ |
| 東京都       | J-WAVE        | JFL系列 | 土曜 16:00 - 17:00 | 2022年4月2日 - 2025年3月29日 | 制作局 |
| 福岡県       | CROSS FM      | JFL系列 | 土曜 16:00 - 17:00 | 2022年4月2日 - 2025年3月29日 |        |
| 大阪府       | FM802         | JFL系列 | 土曜 18:00 - 19:00 | 2022年4月2日 - 2025年3月29日 |        |
| 北海道       | FM NORTH WAVE | JFL系列 | 日曜 19:00 - 20:00 | 2022年4月3日 - 2025年3月30日 |        |
| 愛知県       | ZIP-FM        | JFL系列 | 日曜 19:00 - 20:00 | 2022年4月3日 - 2025年3月30日 |        |